# پلزنت هوپ (میزوری)
پلزنت هوپ (به انگلیسی: Pleasant Hope) یک شهر در ایالات متحده آمریکا است که در شهرستان پالک، میزوری واقع شده‌است. پلزنت هوپ ۴٫۰۷ کیلومتر مربع مساحت و ۶۱۴ نفر جمعیت دارد و ۳۳۹ متر بالاتر از سطح دریا واقع شده‌است.